# Baldachin
A baldachin (francia: baldaquin) gazdagon díszített mennyezet királyi trón, szószék, oltár vagy ágy stb. felett: ez esetben vagy oszlopokon nyugszik, vagy a falhoz van erősítve. Baldachinnak hívják egyben azt a négy rúdon hordott, legtöbbször vízszintes ernyőt is, melyet nagyobb ünnepélyek alkalmával fejedelmi személyek fölé tartanak; amikor a baldachin nehéz selyem-, brokát- vagy bársonyszövetből készül.
Keletről származik, ahol az uralkodók és más előkelő személyiségek részint méltóságuk jeléül, részint az erős napsugárzás elleni védekezés céljából ritkán mentek ki baldachin nélkül. 

## Katolikus egyház
Használata a római katolikus egyházban is meggyökeresedett, s körmenetekben a szentséget vivő pap többnyire baldachin alatt megy. Az építészet a gótika és a reneszánsz óta különösen használja a szobrok fölött, oszlopokon, tornyokon, s külső támasztópillérek koronázására alkalmazza. Legnevezetesebb Bernininek a római Szent Péter-bazilika kupolája alatt álló, az apostol sírja fölött emelkedő óriási oltár baldachinja, amely négy hatalmas csavart bronzoszlopból és volutás tetőből áll. Továbbfejlődésének eredménye a hasonló felépítésű cibórium, amely már nem rendelkezik textil részekkel. Hasonlóságuk miatt napjainkban ezekre is általában a baldachin szót használják, mivel a cibórium szó elsődleges jelentése az áldoztató kehely lett.
Mint 2 vagy 4 rúdra erősített hordozható sátormennyezet fehér színű selyem vagy félselyem szövetből készül, a szélén aranyrojtokkal; az oltáriszentség ünnepélyes hordozásakor kell használni, még ha a körmenet a templomban van is. A baldachin alatt szabad vinni még a szent keresztet, s a kínszenvedés ereklyéit, de más ereklyéknek, képeknek vagy szobroknak a baldachin alatt való hordozása tilos.
Falba illesztett baldachin illeti meg a bíborosok és a megyéspüspök trónszékét is a templomban. Pápaválasztáskor a bíborosok trónbaldachinját a megejtett választás után leeresztik s csak a megválasztott trónjának baldachinja marad a helyén.

## Képek

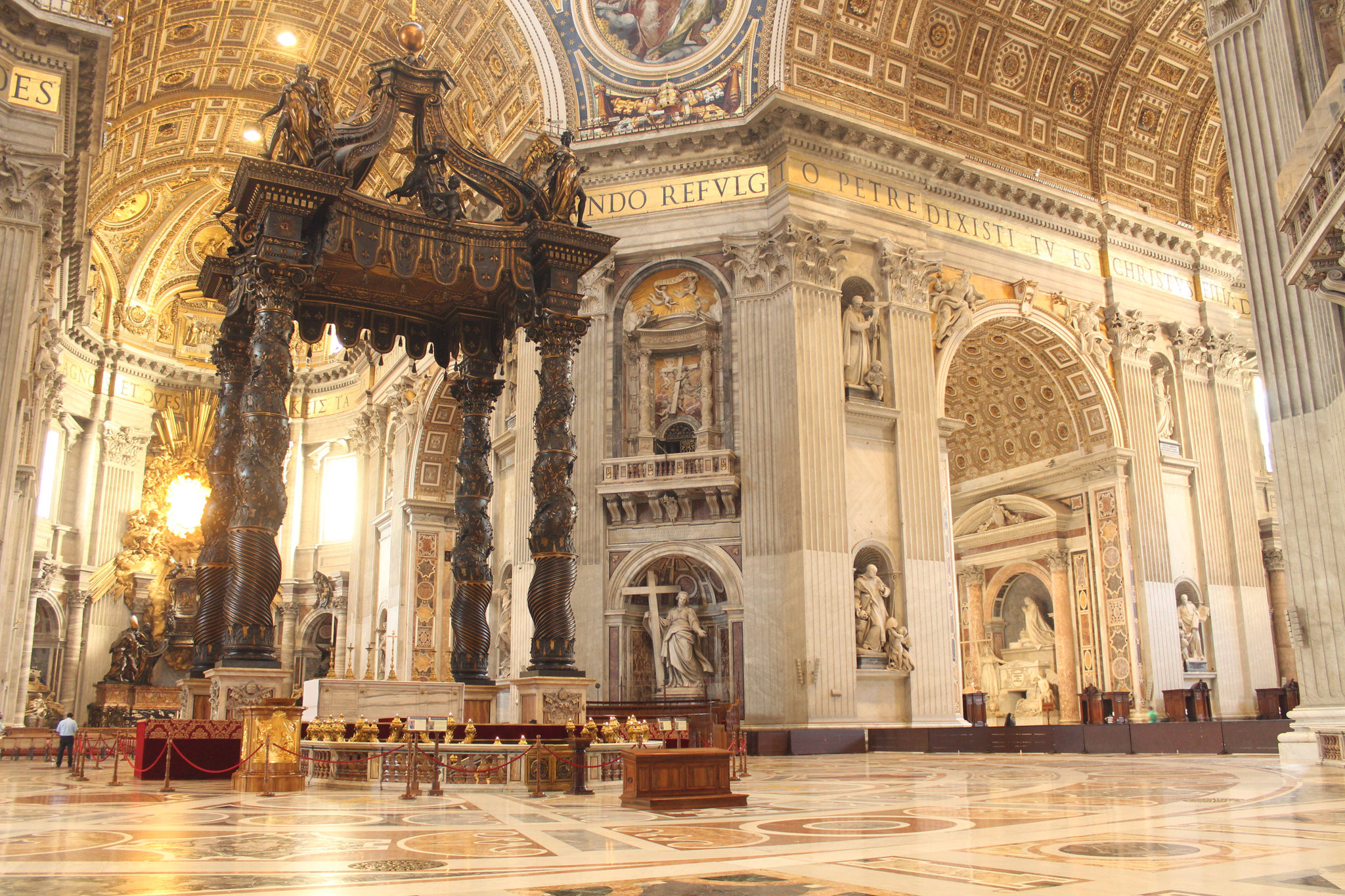
A Szent Péter-bazilika baldachinja
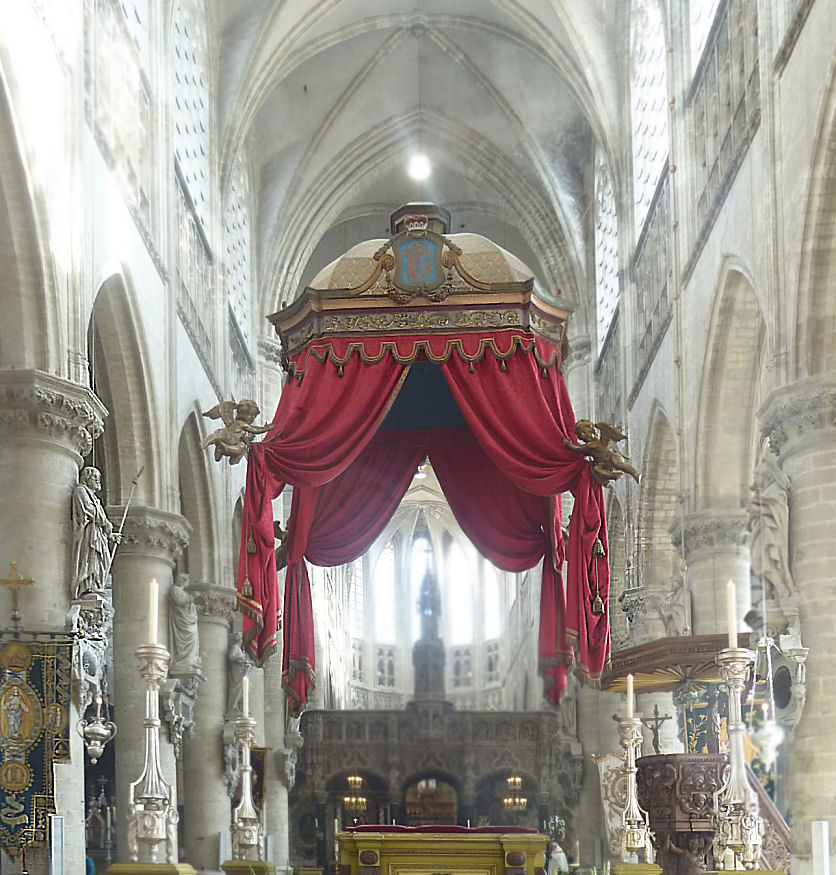
A lier-i templom oltára felett
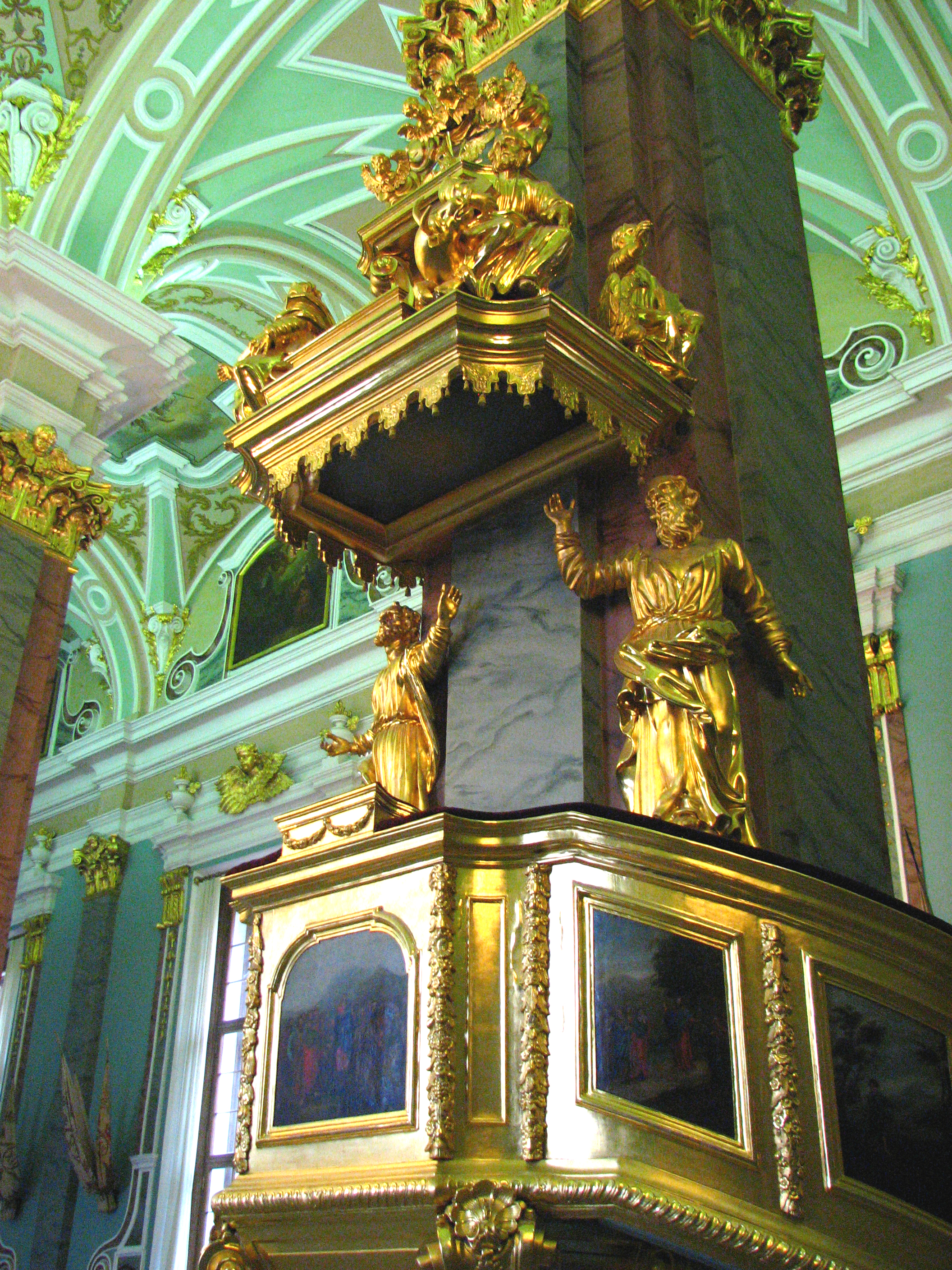
Templomi katedra felett
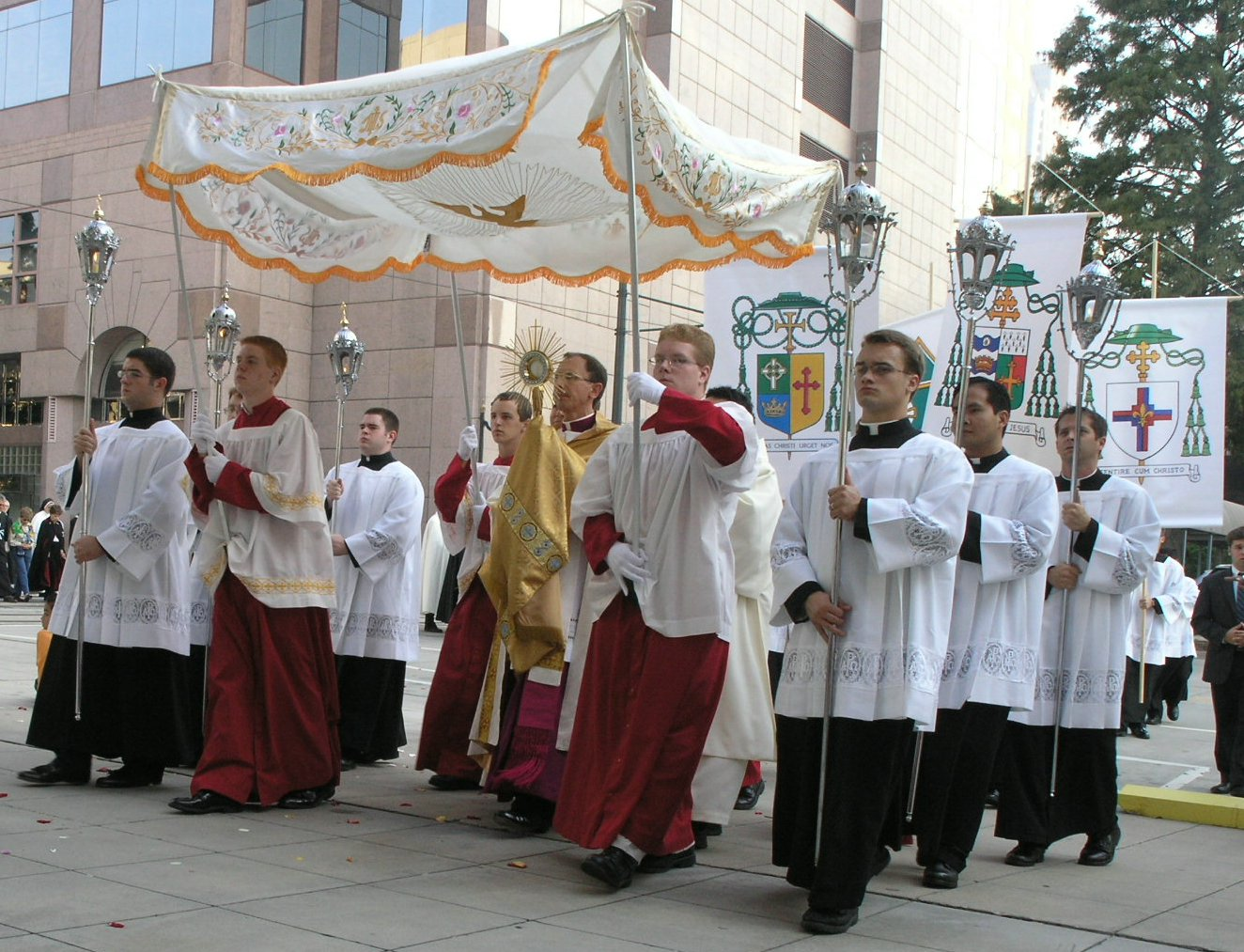
Hordozott katolikus baldachin
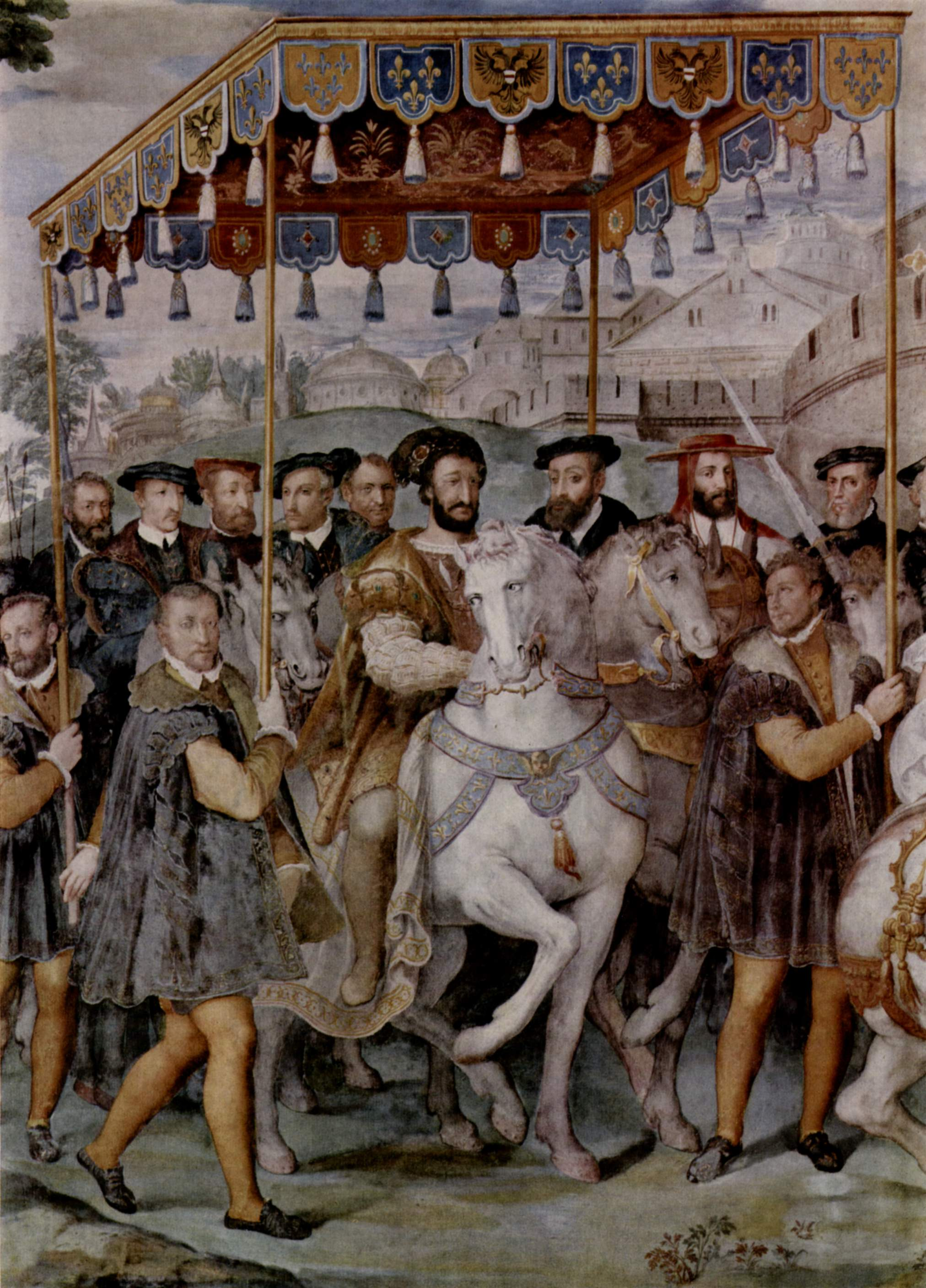
V. Károly császár baldachinja (16. század)
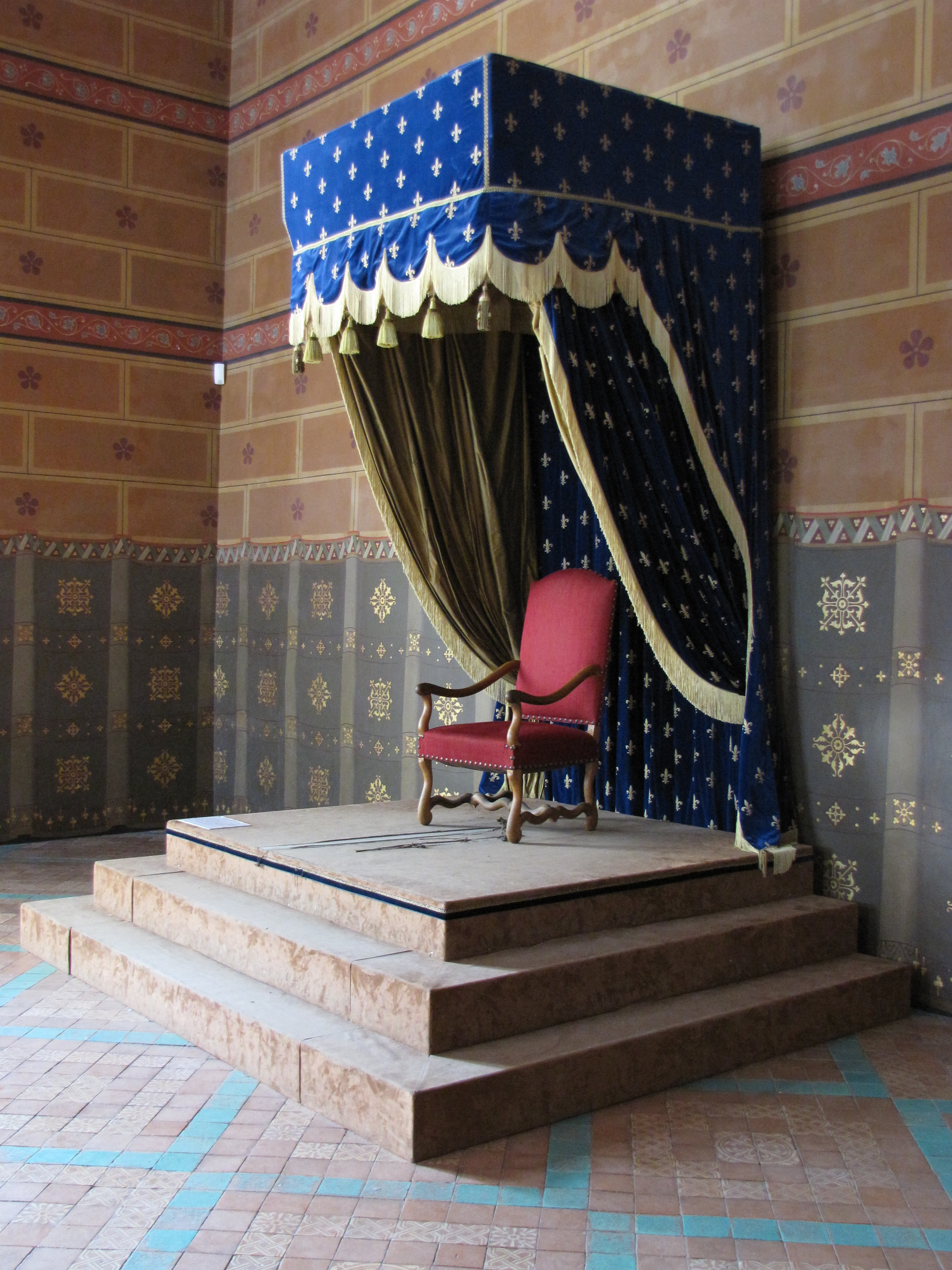
Egy trón felett
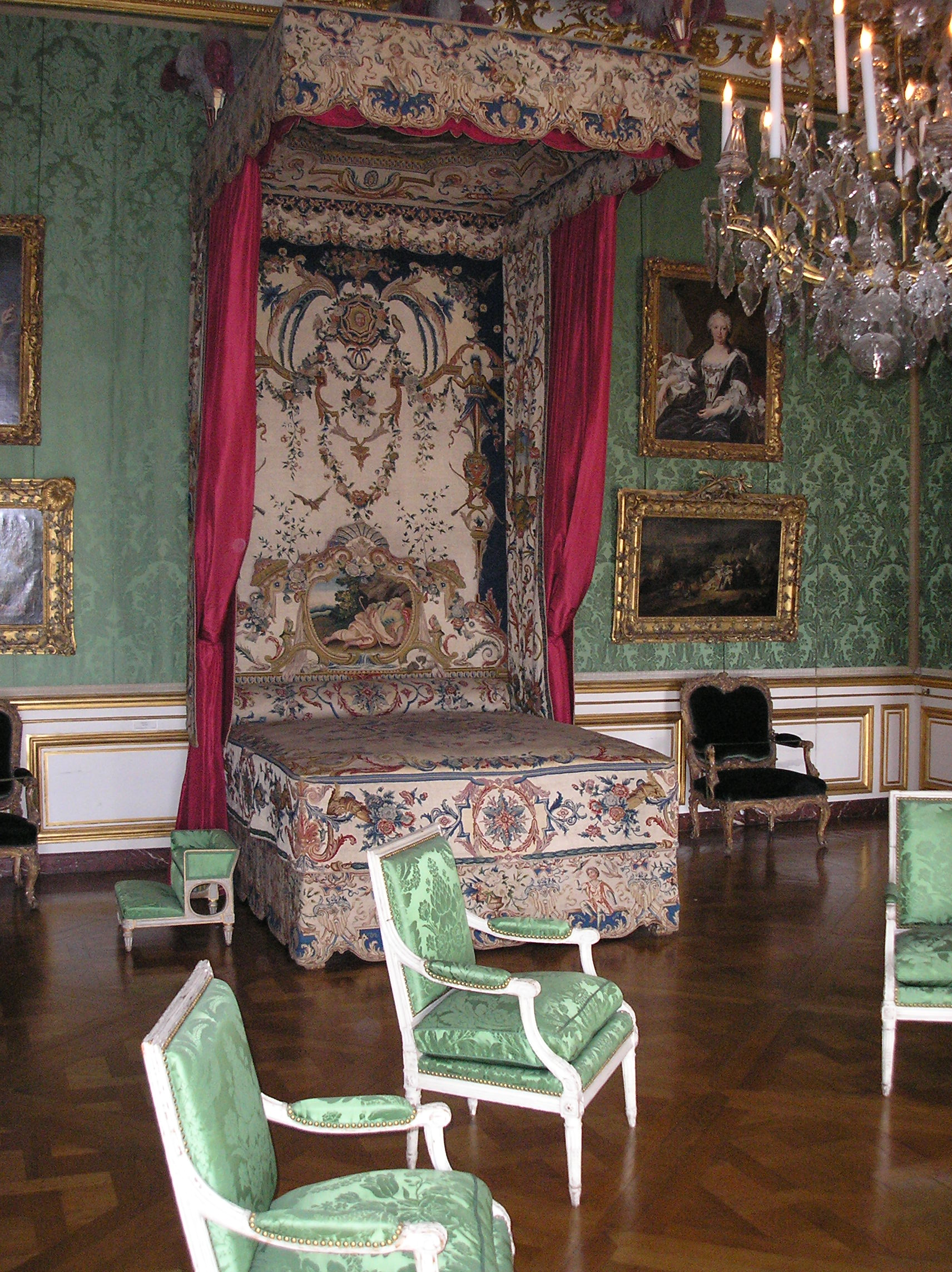
Ágy felett, Versailles